# Efektywność Kaldora-Hicksa
Efektywność Kaldora-Hicksa – sposób oceny, czy dane wykorzystanie zasobów w gospodarce jest dobre pod względem ekonomicznym. Według tego podejścia, jakaś zmiana (np. decyzja gospodarcza lub nowe rozwiązanie) jest uznawana za efektywną, jeśli korzyści jednej strony są większe niż straty drugiej strony. Teoretycznie możliwe byłoby zrekompensowanie strat osobie, która na zmianie traci – przez osobę, która zyskuje. Taka kompensacja nie musi jednak rzeczywiście się wydarzyć, ale musi być możliwa. Jeśli natomiast nie da się przeprowadzić żadnej zmiany, w której korzyści przewyższają straty, to znaczy, że obecny podział zasobów jest efektywny w sensie Kaldora-Hicksa.
Zasada kompensacji, sformułowana w 1939 roku przez Nicholasa Kaldora, była próbą interpretacji optimum Pareto i wiązała się z poszukiwaniem kryterium oceny zasadności przejścia z jednego stanu do drugiego, gdy oznaczało to korzyść dla jednych, a niekorzyść dla innych. Kaldor zwrócił uwagę na problem, który pojawił się w brytyjskim prawodawstwie XIX wieku, a dotyczył tzw. ustaw zbożowych – regulacji chroniących brytyjskich rolników przed zagraniczną konkurencją. Podstawowa kwestią tamtej debaty było rozstrzygnięcie, czy prawo należy zmienić, jeśli cała gospodarka może na tym zyskać, mimo że niektóre grupy społeczne stracą. John Hicks, laureat Nagrody Nobla z 1972 roku, rozszerzył podejście Kaldora, odnosząc je do wszelkich barier handlowych.
Kaldor uważał, że zniesienie ustawy zbożowej było zmianą zgodną z zasadą Pareto, choć w zmienionej formie. Korzyści z wolnego handlu były na tyle duże, że w normalnych warunkach mogłyby pokryć straty poniesione przez rolników, którzy tracili na tej zmianie. Osoby lub grupy, które zyskały na zmianach, powinny — przynajmniej w teorii — zapłacić rolnikom za zniesienie ceł, a mimo to nadal osiągnęłyby zysk netto. Ważne w tej sytuacji było to, by miały możliwość takiej rekompensaty, choć nie musiały jej faktycznie przeprowadzać. W ten sposób Kaldor i następnie Hicks przekształcili zasadę Pareto, która pierwotnie dotyczyła rynku, w narzędzie możliwe do zastosowania w polityce i prawie, gdzie decyzje mają charakter przymusowy, a nie dobrowolny jak na rynku.
Efektywność Kaldora-Hicksa jest rozwinięciem i rozszerzeniem pojęcia efektywności Pareto. Jeśli w sytuacji ocenianej według kryterium Kaldora-Hicksa doszłoby do rzeczywistego wyrównania strat, to wynik ten byłby także efektywny w sensie Pareto. Oznacza to, że każda sytuacja efektywna według Pareto spełnia też warunki efektywności Kaldora-Hicksa. Nie każda sytuacja efektywna według Kaldora-Hicksa spełnia jednak warunki efektywności Pareto, ponieważ kompensacja strat jest tu tylko potencjalna, a niekoniecznie faktyczna.
Przykład
Jeśli na początku osoba A ma 10 jednostek dobra X, a osoba B ma 100 jednostek, i w wyniku wprowadzenia pewnej polityki gospodarczej osoba A zyskuje i ma teraz 20 jednostek, a osoba B traci i zostaje jej 99 jednostek, to taka zmiana nie będzie uznana za poprawę według kryterium Pareto (ponieważ ktoś stracił). Jednak według kryterium Kaldora-Hicksa nowa sytuacja może być uznana za korzystną, jeśli osoba A mogłaby – przynajmniej w teorii – oddać osobie B część swojego zysku (np. od 1 do 10 jednostek dobra X), tak aby B mogła odzyskać swoją wcześniejszą pozycję.